# Quark-Gluon-Plasma
Das Quark-Gluon-Plasma (Abkürzung QGP) ist ein Zustand der Materie bei extrem hohen Temperaturen oder Baryon-Dichten. Hier ist das Confinement (englisch Eingesperrtsein) der Quarks und Gluonen aufgehoben, weshalb diese Teilchen ein quasi-freies Verhalten zeigen. Im englischen Sprachraum verwenden Teilchenphysiker den scherzhaften Ausdruck Quark Soup.

## Das Quark-Gluon-Plasma in der Natur
Man nimmt an, dass das Universum in den ersten Sekundenbruchteilen nach dem Urknall diesen Zustand durchlief. Im heutigen Universum existiert das QGP höchstens noch im Zentrum von Neutronensternen, wobei einige Theorien dort eine weitere Phase voraussagen, die sich durch Farbsupraleitung (engl. color superconductivity) auszeichnen soll.

## Herstellung auf der Erde

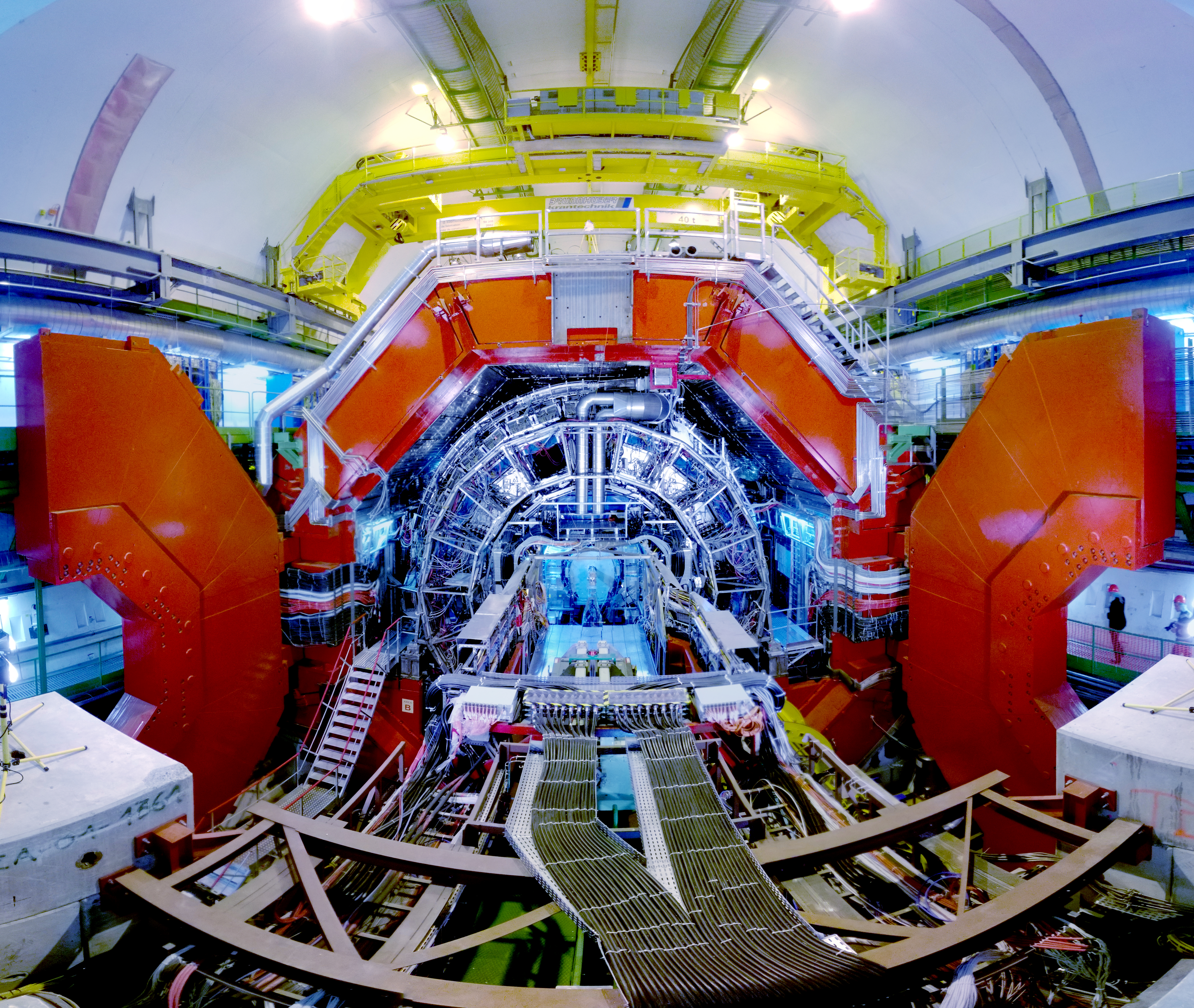
Das ALICE-Experiment des CERN zur Erforschung des Quark-Gluon-Plasmas

Der Einsatz von Schwerionenbeschleunigern ermöglicht die Erforschung des Quark-Gluon-Plasmas (QGPs) im Labor. Entsprechende Versuche mit Teilchenbeschleunigern werden beim GSI Helmholtzzentrum für Schwerionenforschung in Darmstadt, am Europäischen Kernforschungszentrum CERN in Genf (Large Hadron Collider, LHC) und am Relativistic Heavy Ion Collider (RHIC) auf Long Island, New York durchgeführt. Von besonderem Interesse ist dabei die Untersuchung des Phasenübergangs vom Confinement zum QGP.
Am RHIC werden Gold-Atomkerne im Beschleunigerring auf 99,9 % der Lichtgeschwindigkeit gebracht und dann aufeinandergeschossen. Mit Teilchendetektoren werden die dabei entstehenden Produkte untersucht. Die Atomkerne zerfallen aufgrund der extrem hohen Energien und Temperaturen (mehrere Billionen Kelvin) in Zehntausende von Materieteilchen. In den ersten Nanosekundenbruchteilen nach dem Zusammenprall werden Druckschwankungen im Inneren der kollidierten Teilchen in einer Art und Weise ausgeglichen, die auf einen Zustand der Materie ähnlich einer Flüssigkeit schließen lassen: ein Quark-Gluon-Plasma ist entstanden (zur Form des QGPs siehe unten).
Ein weiteres Indiz für das Auftreten eines QGP-Zustandes analog zu einer Flüssigkeit im thermischen Gleichgewicht ist eine geringere Zahl von Jets, also kegelförmiger Teilchenausbrüche aus den kollidierten Atomkernen. Man erklärt dies damit, dass die Teilchen durch das QGP so stark abgebremst und damit energieärmer werden, dass weniger Energie für einen Jet übrig bleibt.

## Entstehung
Die hohe Energiedichte beim Durchdringen zweier kollidierender Atomkerne lässt die Partonen (d. h. die Quarks und Gluonen) sich quasi-frei bewegen. In dieser Phase wechselwirken die Partonen durch inelastische Stöße miteinander, bis ein Gleichgewichtszustand eintritt; dieser wird als Quark-Gluon-Plasma bezeichnet. Aufgrund des inneren Drucks expandiert das Plasma und kühlt dabei ab. Wird die kritische Temperatur unterschritten, beginnt die Hadronisierung der Partonen. Das sogenannte chemische Gleichgewicht ist erreicht, wenn sich die Zusammensetzung der Teilchenarten nicht mehr ändert. Finden keine inelastischen Interaktionen zwischen den erzeugten Teilchen mehr statt, spricht man vom thermischen Gleichgewicht.
Aktuelle Messungen am RHIC und Large Hadron Collider finden im Zustand hoher Energien und geringer Teilchendichte (geringes baryochemisches Potential) statt. Derzeitige Ergebnisse deuten auf einen sogenannten Crossover-Übergang hin (dieser ist im Gegensatz zu einem scharfen „Phasenübergang“ nur graduell, gewissermaßen „verschmiert“). Ein weiteres Indiz für die Existenz des QGP wäre der Nachweis eines Phasenübergangs erster Ordnung bzw. zweiter Ordnung (kritischer Punkt) bei höheren baryochemischen Potentialen. Die Suche nach Übergängen vom Crossover- zum scharfen Phasenübergangsverhalten wird derzeit am RHIC bzw. am LHC und zukünftig an der GSI in Darmstadt durchgeführt.

## Nachweismöglichkeiten

### Indirekte Nachweismöglichkeiten
Der Zustand des Deconfinements, also der Existenz des QGP, ist zu kurzlebig, um ohne Weiteres direkt nachgewiesen werden zu können. Zudem sind die Vorhersagen direkter Signaturen wie der Energiedichte oder der Temperatur stark modellabhängig. Aus diesem Grund müssen in der Regel indirekte Signaturen verwendet werden.
Eine davon ist die Anreicherung von Strange-Quarks, bzw. von Strangeness-enthaltenden Teilchen (beispielsweise des φ-Mesons) im QGP nach einer Hadronisierung (Berndt Müller, Johann Rafelski 1982). Denn die zur Erzeugung eines {\displaystyle s{\bar {s}}}-Paares benötigte Energie liegt genau bei der Temperatur vor, ab der die Auflösung von Nukleonen und Hadronen in Quarks und Gluonen, d. h. der Bildung eines QGP, erwartet wird. {\displaystyle s{\bar {s}}}-Paare werden bei dieser Temperatur im QGP vermehrt durch die Fusion von Gluonen produziert: {\displaystyle g+g\rightarrow s{\bar {s}}}. Außerdem sind einige Energiezustände durch leichtere Quarks belegt, so dass ab einem bestimmten Punkt die Erzeugung von {\displaystyle s{\bar {s}}}-Paaren bevorzugt wird.
Weitere Signaturen sind zum Beispiel die Unterdrückung relativ hochenergetischer Teilchen, die durch den hohen Energieverlust beim Durchqueren des QGPs verursacht wird, oder das Aufbrechen oder Schmelzen schwerer Quarkonia wie des J/ψ-Mesons {\displaystyle J/\psi } oder des Υ-Mesons {\displaystyle \Upsilon } (Helmut Satz, Tetsuo Matsui 1986).
Ein QGP-Nachweis erfordert die Messung vieler verschiedener Signaturen und ein theoretisches Modell für das QGP, das diese Signaturen erklären kann. Aufgrund numerischer Simulationen und experimenteller Befunde vermutet man, dass der Übergang zum Quark-Gluon-Plasma bei einer Temperatur von etwa 4·1012 Kelvin stattfindet und zur Universalitätsklasse des dreidimensionalen Ising-Modells gehört. Dreidimensional deshalb, weil von den vier Dimensionen der speziellen Relativitätstheorie bei hohen Temperaturen die Variable Zeit entfällt; Ising-Modell (n=1) deshalb, weil wie in diesem Modell (bis auf das Vorzeichen) nur ein einziger Freiheitsgrad dominiert, zum Beispiel der Strangeness- bzw. Anti-Strangeness-Freiheitsgrad. Die angegebene Universalitätsklasse besitzen auch gewöhnliche Flüssigkeiten.

### Direkte Nachweise
Seit Inbetriebnahme des LHC beim CERN in Genf, eines Beschleunigers, der derzeit (2016) bei 6,5 TeV pro Proton arbeitet und unter anderem die Erzeugung von Quark-Gluon-Plasmen durch Zusammenstöße von Bleikernen erlaubt, sind auch direkte Nachweise möglich geworden. Darüber wird in einem Artikel des Physik-Journals berichtet. Die Autoren schreiben: „Das Bremsvermögen der Quark-Gluon-Materie ist sogar so groß, dass es hochenergetische Partonen fast vollständig stoppen kann. Dies lässt sich bereits in Ereignisbildern während der Datennahme erkennen.“
Eine weitere Sonde sind gebundene Zustände schwerer Quarks und ihrer Antiquarks, z. B. im Bottomonium: Hier sieht man mit dem LHC beim Vergleich von 1s-, 2s- und 3s-Zuständen des {\displaystyle \Upsilon } konkret die Plasma-Polarisation als Änderung des Potenzials.

## Formen
Ältere Erkenntnisse (Stand August 2005, Quelle RHIC) legen nahe, dass der Zusammenhalt zwischen Quarks und Gluonen im Quark-Gluon-Plasma nicht völlig aufgehoben ist, sondern dass es noch starke Wechselwirkungen und Zusammenschlüsse gibt. Das Quark-Gluon-Plasma verhält sich also zumindest bei Energien knapp über der Bildungsenergie eher wie eine Flüssigkeit (aber nicht wie eine Supraflüssigkeit) als wie ein Gas. Das gilt für Temperaturen um ≈160 MeV. Erst bei noch höheren Energien gewinnen die Elementarteilchen völlige Freiheit.
Seit 2008 ist ferner eine Diskussion über einen hypothetischen Vorläuferzustand des Quark-Gluon Plasmas im Gange, den sogenannten Glasma-Zustand. Dieser entspricht einem amorphen (glasartigen) Kondensat, ähnlich wie man in der Festkörperphysik bei manchen Metallen oder Metall-Legierungen unterhalb des flüssigen Zustandes sogenannte „metallische Gläser“ (also amorphe Metalle) bekommt.